# 웬만해선 그들을 막을 수 없다
《웬만해선 그들을 막을 수 없다》는 2000년 12월 18일부터 2002년 2월 22일까지 방송되었던 김병욱 PD의 SBS 일일 시트콤이다.

## 등장 인물
노주현네
- 노주현(53세) : 노주현

서울 동작소방서 직속파출소 소장. 소방관 생활 20여 년 진급시험이나 심사에서 탈락한 소방관이다(131회에서 소방위로 승진하고, 293회에서 소방서 소방경 진압계장으로 진급, 발령된다.) 식사 때만 되면 12시 땡치자마자 1등으로 줄을 서지만, 화재진압 현장에서는 실수가 잦아 소방서장에게 찍혀 있는 상태다. 노는 건 무척 좋아하고, 고기라면 사족을 못 쓴다. 친구의 보증채무를 잘 서주고 무척 대식가(대한민국에서 위가 가장 큰 사나이로 출연), 그러나 밥 먹는 행동 이외엔 몹시 느리다. 최종화인 293회에서 아내 정수가 자궁암으로 세상을 떠난 뒤, 훌륭한 소방관으로 활동하고 있다.
- 박정수(50세) : 박정수

주현의 아내. 학창시절 좀 놀았던 전력이 있으며 주위에 대한 배려가 없이 직설적으로 행동하는 스타일이다. 조급증이 있어 "빨리빨리" 라는 말을 입에 달고 살며 느리고 게으른 남편을 참지 못해 가끔 폭발하지만, 기본적으로 주현에 대해 애정이 깊다. 서방인 홍렬과는 결혼 전부터 사이가 나빴다. 3회에 이유가 나오는데, 홍렬과 정수가 사이가 나쁜 이유에는 음식 솜씨 외에 다른 여러 가지 원인들이 나온다. 시아버지 노구와도 마찰이 자주 있는데, 노구가 생떼를 쓰는 경우가 있긴 하지만 일반적으로 볼 때는 정수가 말을 안 듣는 며느리이긴 하다. 자신의 잘못을 절대로 시인하지 않고 남 탓으로 돌리는 버릇이 있다. 마지막회에서 자궁암으로 세상을 떠난다.
- 노윤영(26세) : 최윤영

주현의 장녀. 명문대를 나와 동시통역사 자격증을 가지고 있으며 집에서 외화번역 일을 한다. 엄마처럼 내숭 안 떠는 시원시원한 성격이나 자존심과 오기도 강하다. 소개팅과 선 자리는 가리지 않고 나가지만, 좀처럼 눈에 맞는 사람을 찾지 못한다, 극 진행 중에 권오중과 사귀며 결말에서 결혼한다.
- 노영삼(17세) : 윤영삼

주현의 장남. 이소룡 츄리닝을 입고 다닌다. 눈, 코, 입이 가운데로 몰려 신동엽이란 별명을 갖고 있다. 일반적인 학생의 모습과는 달리 학업보다는 염력이나 외계인 등 엉뚱한 일에 늘 빠져 있다. 일반적인 학생의 모습과는 달리, 학업에는 도통 관심이 없고 수준이 똑같은 친구들과 어울려서 각종 사고를 치거나, 엉뚱한 관심사들에만 늘 빠져 있다. 방에서 텐트를 치고 지내는 등 기이한 행동으로 정수와 주현의 속을 태운다. 전교 꼴찌이지만, 엄마 정수가 자궁암으로 세상을 떠난 뒤 과묵하고 성실한 학생이 되었다.
- 노인삼(13세) : 故성인규 → 윤정근

주현의 차남. 이제 막 사춘기에 접어든 감수성이 풍부하고 착한 아이. 늦둥이라 더 귀여움을 받기도 하지만, 초등학교 1학년부터 지금까지 한 번도 반장을 놓친 적이 없을 정도로 똑똑하고 리더십이 강해 엄마 정수의 희망이다. 원래는 과학자가 꿈이었으나, 엄마 정수가 자궁암으로 세상을 떠나고 나서 의사로 바뀌었다. 1화부터 5화까지 성인규가 인삼이를 맡았다가, 6화부터 윤정근으로 교체되었다.
- 노구(75세) : 신구

주현과 홍렬의 아버지. 작은 사업을 하다 은퇴, 두 아들에게 집 1채를 사준 뒤 자신은 매달 나오는 은행이자로 생활한다. 보약을 밝히며 나이에 비해 아주 정정하다. 특히 뜀박질은 타의 추종을 불허하고, 욕심이 많고 고집이 세어 두 아들에게 땡깡을 부리거나 식구들에게 화를 잘 내신다. 며느리인 정수가 자궁암으로 세상을 떠난 뒤, 할머니와 교제하며, 자식들에게 아예 고집을 부리거나 떼를 쓰지 않거나 화를 내시지 않는다.
- 노구의 아내

주현과 홍렬의 어머니. 노구가 춤바람이 난 것을 알아챈 채 카바레 일을 못하게 하고, 정수가 노구를 헛같이 보게 만든다. 그로부터 20년 후, 병으로 세상을 떠난다.
노홍렬네
- 노홍렬(49세) : 이홍렬

주현의 동생. 자영업. 5년 전 아내와 사별한 홀아비. 은행에 다니다 구조조정으로 명예퇴직을 당한 후 집 앞에서 조그만 도넛 가게를 운영하며 집에선 컴퓨터 앞에 앉아 주식 거래에 열중한다. 결혼할 때부터 마음에 안 들었던 형수 정수와 지금까지도 티격태격한다. 이웃에 사는 종옥을 알게 되어 이혼녀인 그녀를 진심으로 사랑하게 되어 같이 재혼을 한다. 극 초반에는 도넛 집을 운영하는 설정이나 금세 빵집(크라운 베이커리)을 극 중반까지 운영하다가 닭요리 집(닭익는 마을 -> 닭마을)으로 업종을 변경하여 운영한다.
- 노민정(21세) : 김민정

홍렬의 외동딸. 자유분방한 스타일의 전형적인 요즘 대학생이다. 자신이 예쁘다고 생각하는 자기애적 인격장애가 있어서 모든 남자가 자신을 좋아하고 있다고 착각하고 있다. 항상 다른 사람들에게 까탈스럽고 고상한 척을 하지만 보신탕 맛을 처음 접한 이후에는 보신탕을 남들 몰래 즐기는 이중적인 면도 있다. 남들 앞에선 여전히 못 먹는 척을 한다. 그래서 화장실에서 몰래몰래 먹기도 했다. 동네 아이들을 모아서 미술을 가르치며 자신의 용돈을 스스로 번다. 촌스러운 것을 세상에서 가장 싫어한다. 재황과 사귀거나 헤어지고 떨어졌다 붙기를 반복하다가 뭐 다시 사귀게 되었지만, 재황이가 외국으로 유학을 가 버렸다.
- 배종옥(35세) : 배종옥

서울 동작소방서 구급계장. 9살 난 미나를 둔 이혼녀로 정수의 고향 후배지만, 사실 소방 직급상은 본서 소속으로 주현보다 한 등급 위이다. 주현을 형부라 부르며 진압 계장 때문에 스트레스를 받는 주현의 푸념을 늘 들어준다. 딸 미나가 민정에게 과외를 받으면서 홍렬을 알게 된다. 이웃에 사는 노홍렬을 알게 되어 그의 사랑을 받아들여서 같이 재혼을 한다. 88회에 유남규의 나이가 32세라고 하면서 `배종옥 보다 2살이나 어리다`는 대화가 있었다. 그러므로 극중 배종옥의 나이는 2001년 기준으로 35세다. 작품 후반부에 늦둥이 자녀를 또 하나 낳는다.
- 장미나 → 노미나[4](9세) : 장미나

종옥의 딸. 초등학생. 아주 어엿하고 귀여운 초등학생. 민정에게 과외를 받아 서로 친해지며 알게 되지만, 나중에 홍렬과 종옥이 재혼한 뒤에는 언니가 되는 민정과 가끔 말썽이 생긴다. 고집이 센 모습을 종종 보여준다.
권오중네
- 권오중(31세) : 권오중

주현과 함께 근무하는 서울 동작소방서 직속파출소 소방교급 화재진압대 반장이며 홍렬의 집에 세 들어 사는 세입자. 소방 일에 무척 보람을 느끼고 타고난 소방관으로 소방왕 경연대회에서 소방왕으로 뽑히는 것이 꿈이다. 모든 여자에게 집적대며 자유분방하게 놀지만, 윤영을 최고의 결혼 상대자로 생각하고 있다. 작품 종영 무렵에 영화 촬영 건으로 작중에서는 3주동안 소방훈련을 갔다는 설정 하에 하차하였다.
- 권재황(22세) : 이재황

사촌형 오중과 같이 방을 쓰는 서울대학교 학생이다. 둘의 일상은 대화 속에서도 늘 서로 툭툭 치고받는 장난의 연속이다. 항상 자신이 똑똑한 것을 자랑으로 생각하고 있기 때문에 지식을 뽐내는 것을 좋아한다. 분방한 성격에 여자를 좋아하고 또 꼬시는 데도 일가견이 있으나 한 여자에게 얽매이지 않는 스타일이다. 여자들과의 해프닝으로 여러 사건 사고를 치고 다닌다. 마지막회에서는 외국으로 몇년이 될지 모를 유학을 떠나면서 민정과 결별한다.
직할소방파출소 대원
- 함재희(28세) : 함재희

오중의 직할 소방파출소 대원 중 하나. 오중네에서 같이 하숙한다. '개그킹'이라는 별명이 있다. 집에서 보내주는 건강식품을 몰래 먹는 것이 취미이며, 한번 들키고 난후 다시 걸리면 머리를 자르겠다고 약속을 하나, 걸국 또 들키고 약속대로 머리를 잘랐다. 이에 시청자들은 짧은 머리가 더 어울린다는 찬사를 보냈다. 마지막회에서는 다른 곳으로 이사가서 열애 중이라고 알려졌다.
- 김지헌(28세) : 김지헌

혜경의 친오빠. 오중의 직할 소방파출소 대원 중 하나. 역시 오중이네에서 같이 하숙한다. 마지막회에서는 건강이 안 좋은 어머니의 병간호를 위해 고향인 강릉시로 발령이 나면서 귀향했다.
- 김현철(27세) : 김현철

시즌 초반에 오중, 지헌, 재희와 4총사를 결성해서 다니던 멤버로, 나이는 지헌, 재희보다 한 살 아래지만 소방동기로 친구가 된다. 작품 초반부에 소리없이 하차했다.
그 외
- 소방서장 : 김종엽 → 박병호 → 김건호 → 김수일 → 이성용
- 소방대원 : 김세형
- 소방서 과장 : 송귀현 → 나재균 → 박규점
- 황구(75세) : 이치우

노구네 노인정 동무. 노구와 이름이 똑같다.
- 이개똥/이신실(75세) : 허현호

신림4동 노인정 동무.
- 장만복(75세) : 이신재

신림4동 노인정 회장. 노구가 다른 동네에 산다는 이유로 회비 차별을 했다가 화가나서 사칭한 노구에게 실상을 밝혀내려고 한다.
- 이혜미(17세) : 이혜미

44회에 이재황의 학교 후배로 단역으로 출연 하고 94회부터 고정 출연 하였다. // 영삼의 여자친구
- 김혜경(20세) : 윤혜경

지헌의 여동생, 김혜경, 연세대학교 영문과 휴학 중이며, 모델 일을 하고 있다. 극 후반 출연(김영미~배은아에 이어 등장). 재황과의 스캔들로 인해 민정의 미움을 사나 243회를 기점으로 민정과 친자매 같은 절친한 언니동생 사이가 된다. 마지막회에서 복학했다.
- 홍석천(22세) : 홍석천

극 후반 노주현의 지하실에 세 들어 사는 인천의 만석꾼 집안 1남 2녀 중 막내아들이자 3대 독자 출신 고시생. 근데 고시생인데도 아직까지 한자도 잘 모르고, 사법시험이 1차, 2차, 3차까지 있는 것도 아직 잘 모른다. 돈을 극도로 밝히고, 스타일도 불결한 데다가 음담 패설도 좋아하고 술버릇까지 심해 쫓겨날 정도이며, 아파서 노구의 집에서 신세 질 땐 신세 지면서 밥맛이 좋네 그렇지 않네 품평하고 번데기 등의 값싼 여벌 음식 등으로 먹을 걸 몰래 사 먹다가 걸리는 등의 민폐 짓을 하기도 한다. 체력이 부실하고 잔병치레가 많다. 병원 진료비 사용 등을 하더니 결국 집세가 없어서 자신의 소지품을 팔고 나중에는 집세 관련 등의 명목으로 노영삼을 비롯한 꼴찌 사총사 일행들에게 과외를 해준다.
- 정두섭(17세) : 김경재

영삼의 친구 1. 코파는 게 취미. 꼴찌 4총사 중에서 공부를 제일 못 한다. 즉, 전교 꼴등. 과외선생 재황에게 엄마가 뇌물 봉양을 하며 재황이 별도로 잘해주는 인물. 영삼처럼 할아버지와 같이 살며, 안경을 착용하였다.
- 이복건(17세) : 성기섭

영삼의 친구 2. 별명은 가난한 유지태. 나중에 영삼의 여자친구 혜미를 뺏어가고 친구들을 배신한다. 하지만 혜미와 헤어지고 친구들에게 자신의 물건을 다 바쳐 용서를 구하고 친구들은 모두 용서해준다. 초반에는 목욕탕도 하는 등 부잣집이었지만, 부친의 보증으로 그만 두게 되었다.
- 김인종(17세) : 김준홍

영삼의 친구 3. 여드름과 피지가 많은 것이 콤플렉스. 4총사끼리 머리를 다 자르고 열심히 공부하기로 마음먹고 이발소를 찾는데, 제일 먼저 머리를 자르고, 셋이 도망가서 결국 혼자 머리를 빡빡 밀었다. 사총사 중 가난하다는 안타까운 속사정이 있다.
- 김영미 - 소방서에 근무하는 제주도 제주 출신 여성 직원. 극 중반에서는 종옥의 집에 함께지만, 중간에 소방직 퇴임을 하고 제주 고향 집에 낙향하는 에피소드로 하차한다. 62회에 두산베어스 소속 야구선수 박형준과 소개팅을 하였다.
- 배은아: 정은아

배종옥의 동생. 극 중반에 권재황과 잠시 교제. 본명은 배종자.
- 유남규 : 유남규

극 중반에 탁구강사, 신문배달부로 까메오 출연
- 이준석 : 공유

극 초중반에 단역으로 민정 남자친구로 나옴.
- 이병식

담임선생님 역
- 박성진 : 이동욱

252회에 치과대학생 박성진으로 나옴. 추후 《똑바로 살아라》에 출연했었다.
- 오대규 : 오대규

윤영 소개팅남역으로 출연. 식사하다말고 방귀를 뀌는 등 일명 방귀대장이다. 심지어 가족들도 쉬지 않고 방귀를 뀐다.
- 표인봉 : 표인봉

정수 사촌동생역. 개그맨지망생이며, 노구가 시위하듯이 독상을 받을 때 주현집에서 며칠 숙식을 했는데, 식사자리에서 입담으로 웃음을 선사하고, 노구는 멀리서나마 웃다가 독상받기를 포기하고 합식하자 한다.<전작 순풍산부인과 출연자>
- 오미선 : 박미선

홍렬의 교회 후배로 홍렬이 윗집으로 이사를 왔다. 전작 순풍산부인과 출연자로, 그 배역 그대로 특별출연하였다.
- 박영규 : 박영규

미선의 남편. 꼴찌4총사(영삼, 복건, 두섭, 인종)에게 처음엔 친절하게 대해줘서 4총사가 재황에게 받는 과외를 거부하고 영규에게 과외를 받길 원하여 영규도 허락한다. 그러나 4총사들이 너무 무식하고, 영규 특유의 불결함도 겹치면서 서로 실망하게 되고, 급기야는 프라이드 얘기를 하는데 영삼이 '치킨'이라고 하자 폭발하고 만다. 그 뒤에도 4총사들을 보면 때릴려고 한다. 툭하면 홍렬의 집에서 먹을 것이나 축낸다며 노구에게 눈엣가시로 찍혔고, 재황의 허락으로 집에 있는 소시지를 먹다가 노구에게 들킨다. 이에 노구는 '당신이 먹은만큼의 소시지값을 내놔라'라며 돈을 내노라고 요구하고, 절대 안 주다가 미선에게 소세지값을 받아가고 난 뒤에 서로 소시지를 강탈해가다가 결국 노구의 집에서 한바탕 소동을 벌인다. 주현과 홍렬이 자기 아버지랑 싸워서 비긴 사람이니 정말 대단한 사람이라며 웃는다.
- 박미달 : 김성은

미선과 영규의 딸.
- 미용실 직원 : 이성미

노구와 홍렬이 미용실에 머리를 자르러 갔다가 홍렬에게 반한 눈치를 보인다. 노구는 이를 눈치채고 엮어주려 하는데 홍렬이 종옥과 잘되고 있다는 이야기를 오중에게 듣고, 종옥과 서로 비교하며 미용실 직원이 며느리감으로 딱이라고 한다(이 직원은 미용실 건물이 자기 건물이라고 하며, 처녀라고 했다.). 서로 만나게 해주려고 집까지 데려오고 종옥을 집으로 보낸 다음에 얘기시켜 주려고 하는데, 홍렬이 만나는 여자가 있다고 하며 방으로 들어가 버리고, 노구는 사과하러 갔는데, 알고보니 실력도 신통치 않고, 받아쓰기도 못하며, 애가 셋이나 딸렸고, 건물주인도 아니었다. 이에 노구는 아주 경악하고, 종옥에게 그런 여자 엮어주려고 보낸 것에 사과를 한다.
- 종옥의 전 남편 : 김병세

홍렬과 종옥이 여행을 가려고 하는데 갑작스럽게 재결합하자고 하며, 홍렬은 이에 절망하고 매일 술로 달래다가 종옥이 재결합을 거절했다는 이야기를 듣고 다시 원래생활로 돌아왔다.
- 윤종신 : 윤종신

꼴찌 사총사가 돈을 벌기 위해 팥빙수 장사를 할 때 매일 사먹던 손님. 직업은 언더그라운드가수이며 팥빙수가 맛있다고 노래까지 불러주며 4총사들에게 좋은 말도 아끼지 않았다. 그런데 본인과 엄마가 그들의 팥빙수를 먹어서 배탈이 났다며 구청에 신고하고 뒤통수를 친다. 추후에 주현의 옆집으로 이사오며 영삼과 다시 만나는데 재수없다고 욕설을 퍼붓더니, 윤영에게 껄떡대는데 오중이 제압하자 힘도 별로 안쓰는데 쓰러지고 병원에 입원까지 하며 나중에 오중을 보면 도망간다.
- 윤항준 : 장항준

종신의 동생. 종신과 똑같이 비실비실에서 힘도 없다. 오중이 그냥 밀었을 뿐인데 쓰러지고 만다.<추후 김병욱PD 작품인 지붕뚫고 하이킥!에도 종신과 같이 동일한 카메오로 출연.>
- 김승민
- 고미영
- 김미희
- 방경림
- 김형범
- 장은비
- 이상은
- 원숙희
- 권오영
- 김현철
- 김영철
- 이승형
- 최준용
- 한순례 - 최여사 역
- 김민정 - 민정의 친구 역
- 엄영수 - 연쇄방화범 역
- 유서진 - 오중한테 장난치는 여자
- 이세창 - 윤영의 맞선남 한의사 역
- 이영재 - 마술사 역
- 손태영 - 인기가요MC 역
- 정인선 - 어린 노민정 역
- 박형준 - 영미의 소개팅남 역
- 이철민 - 오중의 친구 상철 역
- 이창훈 - 민정의 소개팅남 역
- 조혜련 - 동네 아줌마 역
- 명로진 - 윤영의 친한오빠 영석 역
- 서권순 - 정수의 동창 역
- 윤서현 - 미스코리아 사회자 역
- 김대창 - 홍렬과 종옥의 결혼식때 축가부르는 가수 역
- 조영구 - 송년특집 프로그램 사회자 역
- 박광범 - 퀴즈프로그램 사회자 역
- 윤기원 - CF감독 역
- 이매리 - 한의사 역
- 이종임 - 요리연구가 역
- 최화정 - 라디오DJ 역
- 한기범 - 운전면허 기능시험자, 주현의 친구 역
- 최지나 - 주현의 첫사랑 역
- 한선교 - 좋은아침 MC 역
- 이성호 - 주례사 역
- 유형관 - 서암사 스님 역
- 배우 미상 - 가르민(홍렬의 중학교 흑역사를 보는 인도사람) 역
- 박우열 - 모의고사 감독교사이자 영삼의 담임.

## 기타
- 주병진이 배종옥의 전남편으로 출연할 예정이었으나[5] 성폭행 때문에 구속되어[6] 무산되었다.
- 한편 김병욱 감독은 전작인 순풍산부인과가 2년이라는 최장기로 방영된 것에 대해 극심한 피로감을 느꼈다면서 “아무리 인기가 높더라도 1년을 넘기지 않겠다.”고 결심하였다.[7]
- 참 공교롭게도 배종옥과 이재황을 제외한 신구, 노주현, 박정수, 이홍렬, 권오중, 최윤영, 김민정, 윤영삼, 윤정근, 장미나 등은 혈액형 A형이며, 배종옥과 이재황은 혈액형 O형이지만 김병욱 PD도 캐스팅을 하다보니 그렇게 되었다며, 놀랬다고 한다.

## 시청률
2001년
| 회차    | 방송일    | TNmS 전국 시청률 |
| ------- | --------- | ---------------- |
| 제174회 | 8월 23일  | 17.0%            |
| 제178회 | 8월 29일  | 16.5%            |
| 제183회 | 9월 5일   | 14.6%            |
| 제205회 | 10월 10일 | 16.2%            |
| 제220회 | 11월 5일  | 16.9%            |

- TNms에서 공개한 표를 바탕으로 작성한 시청률이다. 빨간색 글씨는 최고 시청률과 파란색 글씨는 최저 시청률을 나타낸다.

2002년
| 회차    | 방송일   | TNmS 전국 시청률 |
| ------- | -------- | ---------------- |
| 제259회 | 1월 2일  | 18.7%            |
| 제264회 | 1월 9일  | 17.4%            |
| 제265회 | 1월 10일 | 18.5%            |
| 제278회 | 1월 29일 | 15.2%            |
| 제279회 | 1월 30일 | 16.9%            |
| 제282회 | 2월 4일  | 17.4%            |
| 제286회 | 2월 8일  | 16.6%            |
| 제288회 | 2월 15일 | 16.2%            |
| 제289회 | 2월 18일 | 17.8%            |
| 제292회 | 2월 21일 | 16.8%            |

- TNms에서 공개한 표를 바탕으로 작성한 시청률이다. 빨간색 글씨는 최고 시청률과 파란색 글씨는 최저 시청률을 나타낸다.

## 특이사항
- 2000년 12월 29일 - 8시 40분부터 《SBS 가요대전》 편성으로 결방[8]
- 2001년 1월 22일 - 일일드라마 《자꾸만 보고싶네》 가 8시 40분부터 9시 55분까지 편성되어 결방
- 2001년 1월 23일 - 8시 40분부터 설날 특선 <김희선의 아주 특별한 선물> 편성으로 결방[9]
- 2001년 1월 24일 - 8시 45분부터 10시 5분까지 편성됐으며 이 과정에서 《자꾸만 보고싶네》 결방
- 2001년 1월 25일 - 8시 50분부터 10시까지 설 특집 《한밤의 TV연예》편성으로 결방
- 2001년 10월 1일 - 8시 35분부터 추석특집 <사랑하는 TV러브 바이러스> 편성으로 결방[10]
- 2001년 10월 2일 - 8시 35분부터 추석특집 <두 남자의 패러디쇼> 편성으로 결방[11]
- 2001년 10월 8일 - 일일드라마 《이 부부가 사는 법》 첫 회가 8시 45분부터 9시 55분까지 편성되어 결방
- 2001년 10월 16일 - 프로야구 플레이오프 4차전 중계 편성으로 결방
- 2001년 10월 22일 - 뉴스 특보 편성으로 결방
- 2001년 10월 25일 - 한국시리즈 4차전 중계 편성으로 결방
- 2001년 11월 13일 - 7시부터 축구 국가대표 평가전 <한국 VS 크로아티아> 중계가 편성되어 《8 뉴스》가 8시 50분, 《이 부부가 사는 법》이 9시 25분으로 이동하여 결방
- 2001년 11월 14일 - 8시 50분부터 창사 11주년 특집 2부작 드라마 <짧은 만남 긴 이별> 편성으로[12] 결방
- 2001년 12월 31일 - 9시 15분부터 《연기대상》 1~2부 편성에 따라[13] 《이 부부가 사는 법》이 8시 45분으로 이동하여 《여인천하》(다음 날 95~96회 연속 편성)《오픈드라마 남과 여》와 동시 결방
- 2002년 2월 11일 - 8시 40분부터 특집다큐 <자연으로 돌아간 반달가슴곰> 1부 편성으로 결방
- 2002년 2월 12일 - 8시 40분부터 특집다큐 <자연으로 돌아간 반달가슴곰> 2부 편성으로 결방
- 2002년 2월 13일 - 9시 10분부터 설 특선영화 《매트릭스》 편성으로[14] 결방